# デュアルオーブ 聖霊珠伝説
『デュアルオーブ 聖霊珠伝説』（デュアルオーブ せいれいじゅでんせつ）は、1993年4月16日に日本のI'MAXから発売されたスーパーファミコン用ロールプレイングゲーム。
主人公のラルフとその仲間たちを操作し、「ドラゴン」が支配する世界を舞台に邪悪の根源である「パンジェ」を封印する事を目的としている。セーブ後のゲーム再開時にストーリーを順を追って解説するシステムを導入している。
開発はプリズム企画が行い、プロデューサーはゲームボーイ用ソフト『相撲ファイター 東海道場所』（1991年）を手掛けた宗清紀之、シナリオはサンソフトのディスクシステム用ソフト『デッドゾーン』（1986年）やファミリーコンピュータ用ソフト『超惑星戦記 メタファイト』（1988年）を手掛けた北角浩一が担当している。
後に続編となる『デュアルオーブII』（1994年）が発売された。

## スタッフ
- エグゼクティブ・プロデューサー：今成一雄
- プロデューサー：宗清紀之
- シナリオ：KITAYAN（北角浩一）
- プログラマー：MUくん、BEATくん
- グラフィック・デザイナー：エウノスYN、J・DIBO
- 音楽：LUCKY-7
- サウンド・プログラマー：NEKOKO
- サウンド・エフェクター：はらへりぞぉー（原伸幸）
- キャラクター・デザイン・サポート：SATOH AND SATOH
- グラフィック・デザイン・サポート：Y・HATTORI
- スペシャル・サンクス：PAL KOHNO、ぽんた、ぱあくん、HIMAJIN、MICRONYAN、いちごやすいか

## 評価
ゲーム誌『ファミコン通信』の「クロスレビュー」では、7・6・6・6の合計25点（満40点）、『ファミリーコンピュータMagazine』の読者投票による「ゲーム通信簿」での評価は以下の通りとなっており、18.86点（満30点）となっている。この得点はスーパーファミコン全ソフトの中で253位（323本中、1993年時点）となっている。
| 項目 | キャラクタ | 音楽 | 操作性 | 熱中度 | お買得度 | オリジナリティ | 総合  |
| 得点 | 3.43       | 3.15 | 3.25   | 2.97   | 3.12     | 2.94           | 18.86 |